# Rue Janssen
La rue Janssen est une voie du 19e arrondissement de Paris, en France.

## Situation et accès
La rue Janssen est une voie publique située dans le 19e arrondissement de Paris. Elle débute au 18, rue des Lilas et se termine au 11, rue de l'Inspecteur-Allès.

## Origine du nom
Elle porte le nom de l'astronome et physicien français Pierre Jules César Janssen (1824-1907).

## Historique
Cette rue qui est indiquée en 1730 sous le nom de « sentier du Bois-de-l'Orme » prend par la suite le nom de « rue des Lilas » qui se terminait en retour en équerre dans la rue du Pré-Saint-Gervais par une section dénommée par les propriétaires riverains, en 1930, « rue Janssen ». Le tronçon de la petite rue des Lilas formant retour sur la rue du Pré Saint-Gervais et qui se prolongeait sous l'ancien nom de « chemin du bois d'Orme » sur le cadastre de l'ancienne commune de Belleville jusqu'à l'actuelle rue de Mouzaïa a été supprimé lors du percement de la rue de l'Inspecteur-Allès.
Au no 18 se trouvait la bibliothèque Place des Fêtes. Fermé et remplacée par la médiathèque James-Baldwin, 10 bis rue Henri-Ribière.

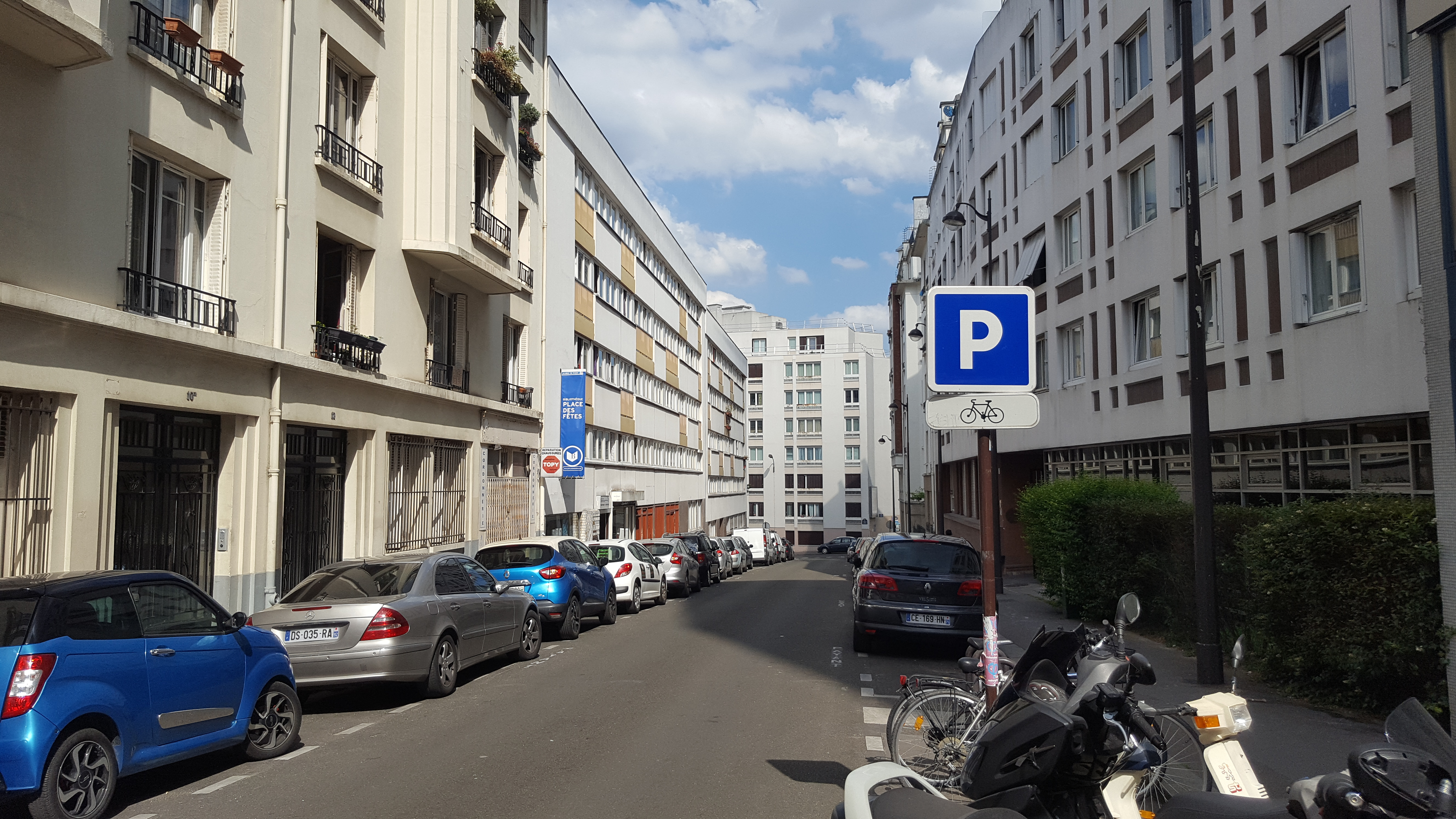
La rue Janssen, vue depuis la rue des Lilas.